# 托德·利希蒂
托德·塞缪尔·利希蒂（英語：Todd Samuel Lichti，1967年1月8日—），美国NBA联盟前职业篮球运动员。他在1989年的NBA选秀中第1轮第15顺位被丹佛掘金选中。